# سیارک ۸۴۰۳
سیارک ۸۴۰۳ (به انگلیسی: 8403 Minorushimizu، نامگذاری:1994JG) هشت هزار و چهارصد و سومین سیارک کشف شده‌است که در ۶ مه ۱۹۹۴ کشف شد.